# Виторио Григоло
Виторио Григоло (на италиански: Vittorio Grigolo) е италиански оперен певец, тенор, който прави записи и в популярната музика.
Говори няколко езика, между които италиански, испански и английски.

## Младежки години
Григоло се ражда в Рим и пораства в Арецо. Започва да пее на 4-годишна възраст. На 9 години придружава майка си на очен преглед и чувайки някой да пее от друга стая, спонтанно започва своя собствена версия на „Аве Мария“. Певецът, бащата на оптика, бива впечатлен дотолкова, че настоява Григоло да получи прослушване за хора на Сикстинската капела възможно най-бързо. Младият Виторио бива избран да стане част от хора като солист. След това учи в продължение на пет години в „Schola Puerorum“ в Сикстинската капела.

## Опера и музикални изпълнения
На 13-годишна възраст пее Pastorello на представление в Тоска, операта на Рим, където е на сцена с Павароти и където получава прякора „Малкият Павароти“ (Il Pavarottino). На 18 г. Виторио става артист на Vienna Opera Company. На 23 г. става най-младият мъж с изпълнение в миланската Ла Скала. Бива освободен от военна служба заради обещаващата си кариера. Също така известно време се състезава с болиди на Формула модел Pre-3000, докато катастрофа не ограничава възможностите му в тази област.
Григоло пее в представления като Севилският бръснар, Травиата, Così fan tutte, Фауст и много други преди да приеме ролята на Тони в West Side Story до Джеймс Гандолфини.

## Първи албуми
През 2006 г. Григоло записва соло албума In the Hands of Love (В ръцете на любовта), в поп/оперен жанр, който нарича „попера“. Албумът прави своят дебют в британския топ десет на поп изпълнения, влизайки на място номер 6. Албумът съдържа кавъри, като „Bedshaped“, „Мария“ от West Side Story на Keane, „All in Love Is Fair“ (Всичко в любовта е честно) на Стиви Уондър, и дует с Катерин Дженкинс, озаглавен „You Are My Miracle“ (Ти си моето чудо). Американската версия на албума е озаглавена просто Vittorio. Американската версия на дуета „You Are My Miracle“ включва Никол Шерцингер от The Pussycat Dolls.
През 2007 г. Григоло и Хейли Уестенра, като Тони и Мария, записват West Side Story заедно с фондация Ленард Бърнстейн, за да отпразнуват 50-годишнината на мюзикъла. West Side Story влиза в Британската класическа FM класация като номер 1.
Григоло пуска втория си студиен албум, „The Italian Tenor“ (Италианският тенор), през 2010 г. Дейвид Мелор го оценява като измежду най-добрите оперни записи на 2010 в Classic FM.

## Награди и номинации

### Награди
Европейската комисия на ЕС награждава Григоло и Романо Мусумара с European Border Breakers Awards (EBBA), заедно със звукузаписната компания, авторите и издателите, за записване на най-високо продалият се дебютен албум през 2006 в Европейския съюз, но записан извън държавата, където е създаден.
Капри/Холивудският филмов фестивал награждава Григоло с Музикална награда за подвиг Капри. Церемонията по награждаването се състои на 1 януари 2008 г., на остров Капри, където Григоло изказва благодарност на Ленард Бърнстейн.

### Номинации
- Награда Грами 2008 Най-добър музикален шоу албум – West Side Story.

## Изпълнения на живо
- През април 2006 г. Григоло прави своят дебют с концерт, проведен в Royal Albert Hall в Лондон. Връща се в „RAH“, за да се появи редом с певци като Пласидо Доминго и Кири Те Канава на вечерта на 'Classical Brit Awards'. Там изпълнява арии, взети от собствения му репертоар.
- През юли 2006 Григоло изпълнява „Bedshaped“ на вечерта Мис Вселена 2006 (конкурс за рокли) в Лос Анджелис, Америка.
- През септември 2006 г. Григоло се появява редом до Лайнъл Ричи на 'Proms in the Park' Лондон, Англия.
- През септември 2006 г. Григоло има изпълнения в събития на веригата „Macy“ в Америка с благотворителен характер, където бива единственият певец, изпълняващ пред общо 10-хилядна публика.
- Също така през септември 2006 г. Григоло участва в американското шоу Dancing with the Stars.
- Виторио предприема рекламно турне в Австралия през октомври 2006.
- На 16 октомври 2006 г. Григоло участва в риалити шоуто на телевизия ABC The Bachelor.
- На 14 ноември 2006 г. Григоло участва в австралийското шоу Dancing with the Stars.
- През октомври 2007 г. Григоло изпълнява „Nessun Dorma“ на 32-рата Гала вечеря на фондация NIAF, Вашингтон, в почит на Лучано Павароти.
- Royal Opera House, Covent Garden, Лондон. Григоло участва като д-р Фауст във Фауст на Шарл Гуно.
- 18 септември 2011. Григоло претърпява инцидент и бива нокаутиран по време на последния акт във финалната костюмна репетиция.

## Дискография
- In the Hands of Love (2006)
- West Side Story (2007)
- The Italian Tenor (2010)
- Arrivederci (2011)
- Ave Maria (2013)
- The Romantic Hero (2014)

## ДВД
Записано е във вилата на Адриан в Тиволи, Италия. Изпълнение на живо на песни от албума му, както и няколко допълнителни. DVD-то е специално записано за сериала Great Performances по американската телевизия PBS.
Григоло играе Касио в Отело на Джузепе Верди, записан в барселонския Gran Teatre del Liceu през 2006 г.

## Последни оперни/класически изяви
- 'Камилио граф на Росилон' във Веселата вдовица в Roma Opera House, Рим, декември 2007
- 'Родолфо' в Бохеми в Kennedy Center Opera House, Вашингтон, септември 2007 и в Zurich Opera House, октомври/ноември 2009.
- Стабат матер от Росини в Sydney Opera House Австралия, май 2007
- 'Алфредо' в Тривиата в Roma Opera Theatre април 2007, в Théâtre Antique d'Orange, фестивал Les Chorégies d'Orange, 11 и 15 юли 2009, в La Fenice септември 2009, Deutsche Oper Берлин, септември 2009/март 2010
- 'Касио' в Отело в Liceu, Барселона, февруари 2006.
- 'Херцогът на Мантуа' в Риголето в Hamburg State Opera, септември/октомври 2005.
- 'Дон Карлос' в Дон Карлос в Geneva Opera House, юни 2008.
- 'Едгардо' в Лучия ди Ламермур в Zurich Opera House, септември 2008.
- Риголето, на живо от Мантуа, 2010, филмовата версия на РАИ ТВ, Риголето, изпълнена на живо в Мантуа, Италия и излъчена едновременно в 148 страни.
- 'Родолфо' в Бохеми в Metropolitan Opera, Ню Йорк, октомври 2010. Това е дебюта му с компанията.
- 'Корадо' в Корсарят в Zurich Opera House, ноември 2009/януари 2010.
- 'Хофман' в Хофманови разкази в Zurich Opera House, март/април 2010.
- 'Херцогът на Мантуа в Риголето в Metropolitan Opera, Ню Йорк, 2013
- 'Родолфо' в Бохеми в Metropolitan Opera, Ню Йорк, 2014

## Репертоар
- Джузепе Верди: Messa da Requiem/Фалстаф/Риголето/Травиата/Корсарят/Трубадур
- Гаетано Доницети: Любовен еликсир/Дон Себастиано/Дон Паскуале/Фаворитката/Дъщерята на полка/Лучия ди Ламермур
- Винченцо Белини: Пуритани, Каполети и Монтеки
- Рикардо Зандонай: Francesca da Rimini (Malatestino)
- Джакомо Пучини: Лястовичката/Бохеми/Джани Скики
- Шарл Гуно: Фауст
- Джоакино Росини: Petite Messe Solemnelle/Stabat Mater
- Волфганг Амадеус Моцарт: Requiem/Don Giovanni/Idomeneo/Così fan tutte
- Франческо Чилеа: L’Arlesiana/Арлезианка
- Рихард Щраус: Der Rosenkavalier
- Жул Масне: Вертер
- Пиетро Маскани: L'Amico Fritz/Приятелят Фритз
- Лео Делиб: Lakmé (опера)
- Ленард Бърнстейн: Candide/West Side Story (лирическа драма)
- Франц Лехар: it. La Vedova Allegra позната още като (Веселата вдовица / Die lustige Witwe)
- Жак Офенбах: Хофманови разкази